# Amazoniec
Amazoniec (Amazonius) – rodzaj pająków z infrarzędu ptaszników i rodziny ptasznikowatych. Obejmuje cztery opisane gatunki. Zamieszkują Amerykę Południową.

## Morfologia
Długość ciała u samic osiąga około 30–40 mm, a u samców około 20–30 mm. Ubarwienie zmienia się w czasie rozwoju osobniczego. Karapaks jest dłuższy niż szeroki, o lekko wyniesionej części głowowej, szerszym niż dłuższym i mniej lub bardziej wysklepionym wzgórku ocznym oraz prostych i głębokich jamkach. Oczy pary przednio-środkowej leżą na tej samej wysokości co oczy pary przednio-bocznej. Brak jest nadustka. Szczękoczułki pozbawione są rastellum. Niemal prostokątne szczęki mają przednie płaty wyciągnięte w stożkowate wyrostki i po około 135–130 kuspuli w kątach wewnętrznych. Warga dolna jest nie węższa niż długa, zaopatrzona w 117–211 kuspuli. Na aparat strydulacyjny składają się nitkowate, długie i krótkie, bezładnie rozmieszczone szczecinki na nasadowo-brzusznych częściach szczękoczułków oraz owalne liry szczęk zbudowane z liczniejszych i smuklejszych szczecinek niż u harfiarzy. Brak jest szczecinek strydulacyjnych na nogogłaszczkach i odnóżach. Wargę dolną płytka i płaska bruzda dzieli od dłuższego niż szerokiego, spiczasto zakończonego sternum, na którym widnieją trzy pary sigilli oddalonych o około swoją średnicę od jego krawędzi. Odnóża czwartej i pierwszej pary zwykle są najdłuższe i równej długości, tylko u samic dwóch gatunków czwarta para jest nieco dłuższa od pierwszej. Najkrótsze są odnóża pary trzeciej. Odnóża pierwszej i drugiej pary mają na nadstopiach i stopach szpatułkowate skopule. Trichobotria maczugowate rozmieszczone są w odsiebnych ⅔ długości stopy. Na goleniach i nadstopiach samców występują bocznie skierowane szczecinki. Opistosoma (odwłok) pozbawiona jest włosków parzących. Kądziołki przędne pary tylno-bocznej są palcowate.
Samce mają na goleniach pierwszej pary odnóży apofizy (haki) goleniowe złożone z dwóch gałęzi; za dłuższą z nich, tylno-boczną, znajduje się guzek. Nogogłaszczki samca mają prawie trójkątne cymbium zbudowane z dwóch niemal równych rozmiarów płatów, z których tylno-boczny nie ma zaokrąglonego wyrostka. Kulisty bulbus ma małe subtegulum, guzek na przednio-bocznej powierzchni tegulum  oraz niespłaszczony, niezakrzywiony i pozbawiony kilów embolus. Genitalia samicy mają dwie osobne, proste spermateki o wierzchołkach podzielonych lub wielopłatowych.

## Rozprzestrzenienie
Rodzaj neotropikalny, zamieszkujący Puszczę Amazońską, znany z terenów Kolumbii, Wenezueli, Gujany Francuskiej, północnej Brazylii, Ekwadoru i wschodniego Peru.

## Taksonomia
Takson ten wprowadzony został w 2022 roku przez Yeimy Cifuentes i Rogéira Bertaniego na łamach Zootaxa przy okazji rewizji rodzajów Psalmopoeus i Tapinauchenius. Nazwa rodzajowa pochodzi od Amazonii. Gatunkiem typowym wyznaczono opisanego w 1994 roku przez Güntera Schmidta Tapinauchenius elenae.
Do rodzaju tego zalicza się 4 opisane gatunki:
- Amazonius burgessi (Hüsser, 2018) – amazoniec kolumbijski
- Amazonius elenae (Schmidt, 1994) – amazoniec ekwadorski
- Amazonius germani Cifuentes et Bertani, 2022 – amazoniec gujański
- Amazonius giovaninii Cifuentes et Bertani, 2022 – amazoniec brazylijski